# 藤原守胤
藤原 守胤（ふじわら もりたね、1901年10月11日 - 1977年12月14日）は、日本のアメリカ史学者。慶應義塾大学名誉教授。日本初の女性弁護士の一人である久米愛は実妹。
福岡県福岡市生まれ。1925年慶應義塾大学法学部政治学科卒業。翌年からイギリス、フランスに留学し、1927-1930年ハーバード大学大学院に在籍。1942年立教大学アメリカ研究所常務理事、1945年所長。1949年立教大学教授。1950年「アメリカ建国史論」で東京大学法学博士。1951年慶應義塾大学法学部教授。1958年同大学理事を務め、1964年義塾賞受賞。1970年退職、名誉教授。その後は京都外国語大学教授を務めた。
高木八尺らとアメリカ学会を設立した。

## 著書
- 『アメリカ建国史論』有斐閣 1940
- 『アメリカ政治讀本』コバルト社 1946
- 『アメリカ革命史論 アメリカ憲法の背景と原理』慶応出版社 1949
- 『民主主義精神の探究』岩波書店 1950
- 『アメリカの民主政治』慶応義塾大学法学研究会 1960
- 『自由国家 民主主義の原理』有斐閣 1963

### 共著
- 『アングロサクソン民族』間崎万里,菊池謙一共著 六盟館 1943

## 論文
- <藤原守胤